# جورج إيمي
جورج إيمي (بالإنجليزية: George Amy)‏ هو مونتير ومخرج أمريكي، ولد في 15 أكتوبر 1903 في بروكلين في الولايات المتحدة، وتوفي في 18 ديسمبر 1986 في لوس أنجلوس في الولايات المتحدة.

## وصلات خارجية
- جورج إيمي على موقع IMDb (الإنجليزية)
- جورج إيمي على موقع ألو سيني (الفرنسية)
- جورج إيمي على موقع أول موفي (الإنجليزية)
- جورج إيمي على موقع قاعدة بيانات الأفلام السويدية (السويدية)
- جورج إيمي على موقع قاعدة بيانات الفيلم (الإنجليزية)
- جورج إيمي على موقع كينوبويسك (الروسية)